# Agua Blanca (Venezuela)
Agua Blanca ist ein Dorf in Portuguesa, Venezuela. Es ist Verwaltungssitz des gleichnamigen Bezirks Agua Blanca.
Santa Bárbara de Agua Blanca wurde am Ufer des Sarare-Flusses vom Priester Miguel de Olivares im November 1724 gegründet. De Olivares errichtete dort ein sogenanntes Indianerdorf mit Familien der Guamos und Atapaimas. Der Zivilverwalter war der Kapitän Ignacio Sánchez.
Die Landwirtschaft ist der wichtigste Wirtschaftszweig der Region.